# Gonzalo Tellechea
Gonzalo Raúl Tellechea (San Juan, 11 juli 1985) is een triatleet uit Argentinië. Hij nam deel aan de Olympische Spelen (2012) in Londen, waar hij eindigde op de 38ste plaats in de eindrangschikking met een tijd van 1:51.07. 

## Palmares

### triatlon
- 2012: 38e OS - 1:51.07
- 2013: 82e WK olympische afstand - 288 p
- 2015: 36e WK olympische afstand - 1120 p